# Vasily Vladimirovich Petrov

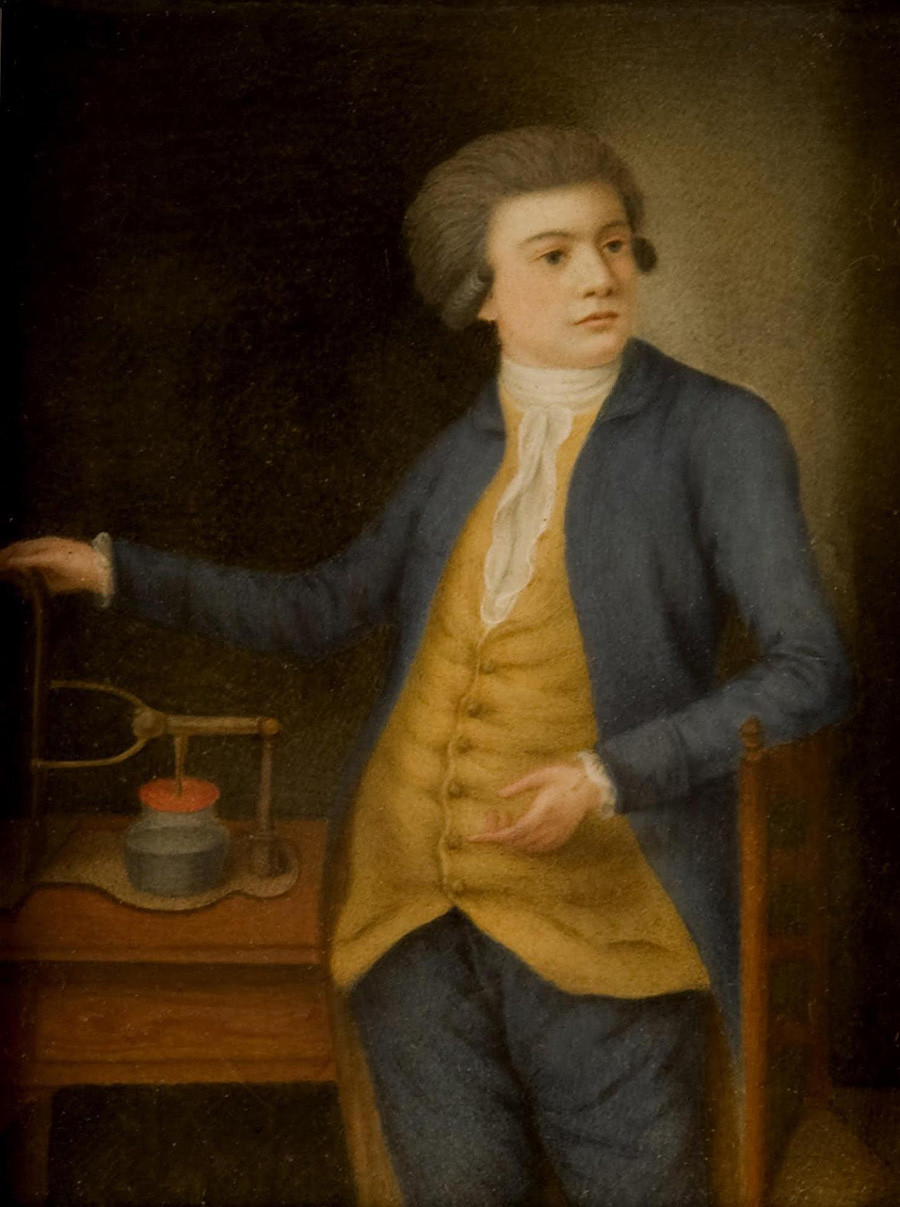
Vasily Petrov

Vasily Vladimirovich Petrov (Em russo: Василий Владимирович Петров) (19 julho [O.S. 8 julho (?)] 1761 – 15 agosto 1834) foi um físico empírico russo e técnico eletricista autodidata membro da academia de ciências russa, desde 1809, e membro honorário desde 1802.
Vasily Petrov nasceu na cidade de Oboyan, (província de Belgorod) atualmente província de Kursk (Курская область) filho de um padre ortodoxo. Frequentou a escola publica de Kharkov  e depois o Colégio de professores de São Petersburgo.
Em 1788, obteve o cargo de professor de matemática e física no colegio de mineração (sic) Kolyvansko-Voskresenskoe, na cidade de Barnaul. In 1791, foi transferido para São Petersburgo para lecionar matemática e russo no colégio militar de engenharia no regimento Izmailovsky. Em 1793, Petrov foi convidado para ensinar matemática e física  na Escola de medicina e cirurgia de São Petersburgo, no hospital militar. Em 1795, foi promovido ao cargo de “professor emérito”. Neste período ele construiu um laboratório de física bastante completo.
Seu primeiro livro, “Coletânea de novos experimentos físico-químicos, e observações” (em russo: Собрание физико-химических новых опытов и наблюдений) foi publicado em 1801. O corpo de seu trabalho foi dedicado à descrição de experimentos relacionados à combustão, como evidências contra a, então popular, “teoria de phlogiston.
Os capítulos descrevendo a luminosidade de fósforos de origem mineral e orgânica provocaram grande interesse nos círculos científicos. Petrov foi capaz de detectar a temperatura máxima em que o fósforo cessa de brilhar no espaço aberto (atmosfera normal). Através de seus vários experimentos com fluorita (fluorite) ele foi capaz de provar que seu brilho era causado por razões diferentes que as do fosforo.

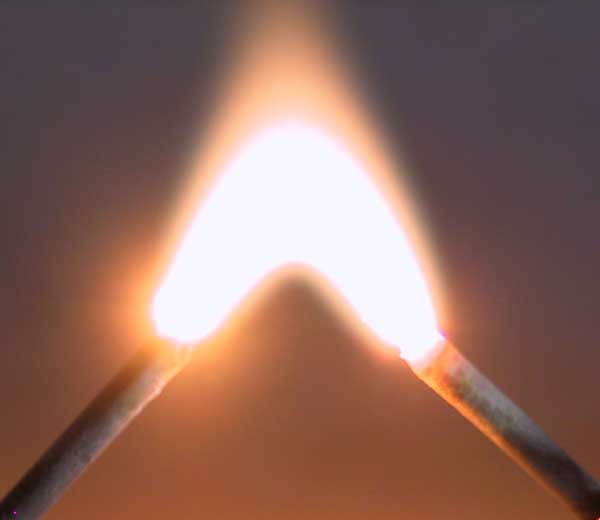
Um arco elétrico.

Em 1802, Petrov descobriu o efeito do arco elétrico graças à maior e mais potente “pilha voltaica” existente no mundo à época, construída por ele próprio, A bateria era composta por cerca de 4.200 discos de cobre e zinco. Em “Novos experimentos Galvanico-Voltaicos”, 1803 (em russo: Izvestie o galvani-voltovskikh opytakh), Petrov descreve experimentos com a utilização da “pilha Voltaica” detalhando a estabilidade da descarga no arco elétrico e a indicação de várias possibilidades de uso: iluminação, soldagem, fundição e caldeamento de metais, obtenção de óxidos metálicos puros e a redução de metais obtidos de óxidos misturados com partículas de carbono ou óleos.
Petrov e seu trabalho caíram no esquecimento pouco após sua morte em 1834. No final do século XIX, uma cópia de “Novos experimentos Galvanico-Voltaicos” foi encontrada, por acaso, na cidade de Vilna, na Litunânia. O livro foi a primeira obra da literatura mundial a descrever com detalhes uma série de fenômenos físicos relacionados à eletricidade.
Foi somente no final da década de 1880, que a tecnologia descrita nos experimentos de Petrov foi desenvolvida para uso industrial.

## Leituras Complementares
- Menschutkin, Boris N. (1936). «Vasilij Vladimirovic Petrov and His Physico-Chemical Work». Isis. 25 (2): 391–398. doi:10.1086/347088
- Vernadsky, George (January 1969) "Rise of Science in Russia 1799-1917" Russian Review. Blackwell Publishing. 28 (1): 37-52 doi:10.2307/126984. JSTOR 126984.